# Roemenië van A tot Z

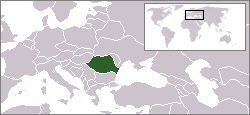
Locatie van Roemenië

## A
A1 - Dragos Agache - Denis Alibec - A2 - A3 - Akcent - District Alba - Alba Iulia - Adolf Albin - Alexandria (Roemenië) - Florin Andone - Monica Anghel - Ion Antonescu - Apuli - District Arad - Arad (Roemenië) - Argedava - District Argeș - FC Argeș Pitești - Arieș - Marius Avram - Azuga

## B
District Bacău - Bacău (stad) - Bela Badea - Pavel Badea - Miodrag Belodedici - Baia Mare - Banaat - Ion Barbu - Vladimir Barnaure - Marius Băcilă - Cristian Balaj - Mihai Bălașa - Traian Băsescu - Bâlea Lac - Ion Barbu - Bârlad - Bârlad (rivier) - Alin Berescu - Beskiden - Bezdead - Lacul Bicaz - Bihor - Bistrița - Bistrița (Moldavië) - Bistrița-Năsăud - Blue Air - Boekarest - Bucharest Henri Coandă International Airport - Metro van Boekarest - Boekovina - Boerebista - László Bölöni - District Botoșani - Constantin Brancusi - Bran - Brașov - District Brașov - Brăila - District Brăila - Florin Bratu - Breaza - Buftea - Bușteni - Buzău - District Buzău

## C
Carașova - Caraș-Severin - Carol I van Roemenië - Carol II van Roemenië - Carpatair - Carpați - Beatrice Căslaru - District Călărași - Câmpina - Elena Ceaușescu - Nicolae Ceaușescu - Paul Celan - Gheorghe Chiper - Henri Coandă - Dragoș Coman - Covasna - Cristian Chivu - District Cluj - Cluj-Napoca - Cobza - Răzvan Cociș - Nadia Comăneci - Roemeense Communistische Partij - Comună - Marin Constantin - Emil Ion Constantinescu - District Constanța - Constanța (stad) - Sorin Corpodean - District Covasna - Craiova - Michael Cretu - Criș - Crișana - Ioan Petru Culianu - Cupa Ligii - Alexander Johan Cuza

## D
Dacia (automerk) - Dacië - Daciërs - Vrije Daciërs - District Dâmbovița - Dâmbovița (rivier) - Decreet 770 - Dej - Deșteaptă-te, române - DIE - Districten van Roemenië - Divertis - Dobroedzja - Dolj - Donau - Donau-Boekarestkanaal - Donaudelta - Drum Național 1 - Drum Național 1B - Drum Național 2 - Drum Național 3 - Drum Național 7 - Drum Național 7C - Helmuth Ducadam - Alina Dumitru

## E
Economie van Roemenië - Mircea Eliade - George Enescu - Europa FM - Europese weg 60 - Europese weg 576 - Roemenië en het Eurovisiesongfestival

## F
Ferdinand I van Roemenië - 
Iulian Filipescu - 
Ovidiu Foisor

## G
District Galați - Galați (stad) - Valerică Găman - Roemeense gerechten - Geschiedenis van Roemenië - Angela Gheorghiu - Florin Gheorghiu - Gheorghe Gheorghiu-Dej - District Giurgiu - Giurgiu (stad) - Gloria Bistrița - Gorj - Groot-Roemenië - Petru Groza - Gheorghe Grozav - Claudiu Grozea

## H
Gheorghe Hagi - 
Harghita - 
Helena van Griekenland - 
Hertsa (gebied) - 
Cătălin Hîldan - 
Hongaarse minderheid in Roemenië - 
Hora - 
Vintila Horia - 
Norberto Höfling - 
Huedin - 
District Hunedoara

## I
Ialomița - 
Idel Ianchelevici - 
Iași - 
Ioan Igna - 
District Iași - 
IJzeren Poort - 
Ilfov - 
Adriana Iliescu - 
Rodan Ionescu - 
Anghel Iordănescu - 
ISO 3166-2:RO - 
Andrei Istratescu - 
Iza

## J
Emerich Jenei - 
Jiul Petroșani

## K
Karpaten - Mihail Kogălniceanu - Mihail Kogalniceanu Airport - Ștefan Kovács - Krasjovanen

## L
Marius Lăcătuș - Landbouwersfront - Roemeense leu - Lijst van bergen in Roemenië - Lijst van Comune in Dâmbovița - Lijst van Comune in Ilfov - Lijst van Comune in Prahova - Lijst van Comune in Tulcea - Lijst van Dacische koningen - Lijst van Dacische stammen - Lijst van rivieren in Roemenië - Lijst van grote Roemeense steden - Lijst van koningen van Roemenië - Lijst van Roemeense steden met een stedenband - Lijst van staatshoofden van Roemenië - Dinu Lipatti - Bogdan Lobonț - Roxana Luca - Lugoj - Silviu Lung - Constantin Lupulescu

## M
Maia Morgenstern - Mahay - Mamaia - Mangalia - Maramureș - District Maramureș - Marghita - Marie van Edinburgh - Marie van Hohenzollern-Sigmaringen - Mihail Marin - Adrian Matei - Ion Maurer - Mănești (Dâmbovița) - Dorin Mateuț - Medgidia - Mediaș - Mehedinți - Michaël de Dappere - Michael van Roemenië - Mila 23 - Nicolae Mitea - Marius Mitu - Diana Mocanu - Moldavië (Roemenië) - Daniel Moldovan - Viorel Moldovan - Moreni - Alina Motoc - Muntenië - District Mureș - Mureș (rivier) - Adrian Mutu

## N
Ștefan Nanu - Nădlac - Adrian Năstase - Ilie Năstase - Neamț - Neptun - Francisc Nemeth - Daniel Niculae - Nicola - Liviu Dieter Nisipeanu

## O
Olt - District Olt - Oltenië - Onești - Oradea - Otopeni (stad) - Oțelul Galați - O-Zone

## P
Ion Mihai Pacepa - Theodor Pallady - Pandurii Târgu Jiu - Parlementspaleis - Mircea Parligras - Pașcani - Marcel Pavel - Ana Pauker - Kasteel Peleș - Petroșani - Piatra Neamț - Pitești - Victor Pițurcă - Ploiești - Marius Popa - Gheorghe Popescu - Camelia Potec - Prahova - Prisloppas - Proet - Pucioasa

## R
Radio Boekarest - Râmnicu Vâlcea - Recaș - Reghin - Reșița - Rivieren in Roemenië - Rodnagebergte - Roemeens - Roemeense dialecten - Roemeense Olympische Ploeg - Roemeense vlakte - Roemeens-orthodoxe Kerk - Roemenen - Roemenië - Roșia Montană - Dorin Rotariu - Angelica Rozeanu

## S
Salonta - Satu Mare - District Satu Mare - Sarmizegetusa Regia - Sarmizegetusa (Hunedoara) - Sălaj - Sânnicolau Mare - Sebeș - Securitate - Sfântu Gheorghe (Covasna) - Sibiu - District Sibiu - Sighișoara - Horia Sima - Sinaia - Siret - Slatina - Slobozia (Argeș) - Slobozia (Giurgiu) - Slobozia (Ialomița) - Slobozia - Snagov - Someș - Shivu Stoica - Suceava - District Suceava - Suci - Sulina - Szeklerland

## T
Gabriel Tamaș - 
Tarom - Târgoviște - Târgu Jiu - Târnăveni - Tecuci - Teleorman - District Timiș - Timișoara - Ring Timișoara - Daniel Timofte - Tisza - Tîrgu Mureș - Toetreding van Roemenië tot de Europese Unie - Gabriel Torje - Transfăgărășan - Transsylvanië - Eugen Trică - Tristan Tzara - TVR (televisie) - TVR1 - District Tulcea - Tulcea (stad) - Turda - Vlad Țepeș - Țuică

## U
Mihaela Ursuleasa - 
Ursus (bier) - 
URWN

## V
Vacanța Mare - 
Vama Veche - 
Robert Vancea - 
Vaslui - 
District Vaslui - 
Vâlcea - 
Vișeu - 
Alexandru Vlad - 
Vlag van Roemenië - 
Volksdemocratisch Front - 
Vorstendom Moldavië - 
Vrancea - 
Vrede van Boekarest (1913)

## W
Walachije - Walachijse vlakte - David Wechsler - Snelwegen en nationale wegen in Roemenië - Elisabeth zu Wied

## Z
Gheorghe Zamfir - Zevenburgse Alpen - Zevenburger Saksen - Zwarte Zee - Ianis Zicu